# Bôcher Memorial Prize
Der Bôcher Memorial Prize ist ein von der American Mathematical Society vergebener Preis für bemerkenswerte Veröffentlichungen auf dem Gebiet der Analysis in den vorangegangenen sechs Jahren. Zurzeit wird er alle drei Jahre von der American Mathematical Society vergeben. Nur Mitglieder der AMS oder Personen, deren Beiträge in bekannten US-amerikanischen Fachzeitschriften erschienen sind, können den Preis erhalten, der zurzeit mit 5.000 US$ dotiert ist.
Erstmals wurde der Preis 1923 verliehen und ist damit der älteste von der AMS verliehene Preis. Er ist benannt nach Maxime Bôcher (* 1867; † 1918), einem Mathematikprofessor und Präsidenten der AMS (1909–1910).

## Preisträger
| Jahr | Name                                                          | Grund der Verleihung |
| ---- | ------------------------------------------------------------- | --- |
| 1923 | George David Birkhoff                                         | Für Dynamical systems with two degrees of freedom (Transactions of the American Mathematical Society, volume 18 (1917), pp. 199-300) |
| 1924 | Eric Temple Bell                                              | Für Arithmetical paraphrases (I, II, Transactions of the American Mathematical Society, volume 22 (1921), pp. 1-30, 198-219) |
| 1924 | Solomon Lefschetz                                             | Für On certain numerical invariants with applications to Abelian varieties (Transactions of the American Mathematical Society, volume 22 (1921), pp. 407-482) |
| 1928 | James W. Alexander                                            | Für Combinatorial analysis situs (Transactions of the American Mathematical Society, volume 28 (1926), pp. 301-329) |
| 1933 | Marston Morse                                                 | Für The foundations of a theory of the calculus of variations in the large in m-space (Transactions of the American Mathematical Society, volume 31 (1929), pp. 379-404) |
| 1933 | Norbert Wiener                                                | Für Tauberian theorems (Annals of Mathematics, Series 2, volume 33 (1932),pp. 1-100) |
| 1938 | John von Neumann                                              | Für Almost periodic functions and groups (I, II, Transactions of the American Mathematical Society, volume 36 (1934), pp. 445-492, and volume 37 (1935), pp. 21-50) |
| 1943 | Jesse Douglas                                                 | Für Green's function and the problem of Plateau (American Journal of Mathematics, volume 61 (1939), pp. 545-589); The most general form of the problem of Plateau (American Journal of Mathematics, volume 61(1939), pp. 590-608) und Solution of the inverse problem of the calculus of variations (Proceedings of the National Academy of Sciences, volume 25 (1939), pp. 631-637) |
| 1948 | Albert C. Schaeffer und Donald Spencer                        | Für Coefficients of schlicht functions (I, II, III, IV, Duke Mathematical Journal, volume 10 (1943), pp. 611-635, volume 12 (1945), pp. 107-125) und in (Proceedings of the National Academy of Sciences, volume 32 (1946), pp. 111-116, volume 35 (1949), pp. 143-150) |
| 1953 | Norman Levinson                                               | Für seine Leistungen auf dem Gebiet von linearen, nichtlinearen, gewöhnlichen und partiellen Differentialgleichungen in seinen Veröffentlichungen der letzten Jahre. |
| 1959 | Louis Nirenberg                                               | Für seine Arbeit auf dem Gebiet der partiellen Differentialgleichungen. |
| 1964 | Paul Joseph Cohen                                             | Für On a conjecture of Littlewood and idempotent measures (American Journal of Mathematics, volume 82 (1960), pp. 191-212) |
| 1969 | Isadore M. Singer                                             | In Anerkennung seiner Arbeit bzgl. des Index-Problems, besonders seine zwei Veröffentlichungen zusammen mit Michael Francis Atiyah: The index of elliptic operators (I, III, Annals of Mathematics, Series 2, volume 87 (1968), pp. 484-530, 546-604) |
| 1974 | Donald S. Ornstein                                            | Für Bernoulli shifts with the same entropy are isomorphic (Advances in Mathematics, volume 4 (1970), pp. 337-352) |
| 1979 | Alberto Calderón                                              | In Anerkennung seiner herausragenden Arbeit auf dem Gebiet der singulären Integralgleichungen und partieller Differentialgleichungen, besonders seine Veröffentlichung Cauchy integrals on Lipschitz curves and related operators (Proceedings of the National Academy of Sciences, USA, volume 74 (1977), pp. 1324-1327)                                                            |
| 1984 | Luis Caffarelli                                               | Für seine herausragende Leistungen auf dem Gebiet der nichtlinearen partiellen Differentialgleichungen, besonders seine Arbeit bzgl. freier Randwertprobleme, vortex theory und der regularity theory. |
| 1984 | Richard Melrose                                               | Für die Lösung mehrerer noch offener Probleme auf dem Gebiet der Beugungstheorie und der Streutheorie sowie für die Entwicklung geeigneter analytischer Werkzeuge zu ihrer Beseitigung. |
| 1989 | Richard Schoen                                                | Für seine Arbeit bzgl. der Anwendung von partiellen Differentialgleichungen der Differentialgeometrie, besonders seine Erweiterung der Lösungen des Yamabe-Problems in seiner Veröffentlichung Conformal deformation of a Riemannian metric to constant scalar curvature (Journal of Differential Geometry, volume 20 (1984), pp. 479-495)                                           |
| 1994 | Leon Simon                                                    | Für seinen tiefgreifenden Beitrag zum Verständnis der Struktur singulärer Mengen von Lösungen von Variationsproblemen. |
| 1999 | Demetrios Christodoulou                                       | Für seinen Beitrag zur mathematischen Theorie der Allgemeinen Relativitätstheorie. |
| 1999 | Sergiu Klainerman                                             | Für seinen Beitrag bzgl. nichtlinearer hyperbolischer Differentialgleichungen. |
| 1999 | Thomas Wolff                                                  | Für seine Arbeit auf dem Gebiet der Fourieranalyse. |
| 2002 | Daniel Tătaru                                                 | Für seine herausragende Veröffentlichung On global existence and scattering for the wave maps equations (Amer. Jour. of Math. 123 (2001) no. 1, 37–77) |
| 2002 | Terence Tao                                                   | Für seinen Durchbruch bzgl. des Problems der critical regularity in Sobolev spaces of the wave maps equations; sowie für Global regularity of wave maps I. Small critical Sobolev norm in high dimensions (Int. Math. Res. Notices (2001), no.6, 299–328) und Global regularity of wave maps II. Small energy in two dimensions in (Comm. Math. Phys. 224 (2001), no.2, 443-554)     |
| 2002 | Fang-Hua Lin                                                  | Für seinen herausragenden Beitrag zum Verständnis von Ginzburg-Landau-Gleichungen mit kleinen Parametern. |
| 2005 | Frank Merle                                                   | Für seine herausragende Arbeit auf dem Gebiet der Analysis von nichtlinearen dispersiven Gleichungen. |
| 2008 | Alberto Bressan                                               | Für seine herausragende Arbeit über hyperbolische Erhaltungssätze. |
| 2008 | Charles Fefferman                                             | Für seine diversen fundamentalen Beiträge zu verschiedenen Gebieten der Analysis. |
| 2008 | Carlos Kenig                                                  | Für seinen wichtigen Beitrag zur Fourieranalyse, zu partiellen Differentialgleichungen und zu nichtlinearen dispersiven partiellen Differentialgleichungen. |
| 2011 | Gunther Uhlmann                                               | Für seine fundamentalen Beiträge zur Theorie inverser Probleme |
| 2011 | Assaf Naor                                                    | Für die Einführung neuer Invarianten in metrischen Räumen und für die Anwendung seiner neuen Interpretation der Störung zwischen verschiedenen metrischen Strukturen in der Informatik. |
| 2014 | Simon Brendle                                                 | Für seine herausragenden Lösungen lange offener Probleme in der geometrischen Analysis einschließlich der Lösung des Differenzierbaren Sphärensatzes mit Richard Schoen (Journal AMS, Band 22, 2009) und der Lösung der Lawson-Vermutung (erscheint in Acta Mathematica 2013). Brendle wird auch ausgezeichnet für seine tiefliegenden Beiträge zum Studium der Yamabe-Gleichung.    |
| 2017 | András Vasy                                                   | Für seine grundlegende Veröffentlichung Microlocal analysis of asymptotically hyperbolic and Kerr-de Sitter spaces, Inventiones Mathematicae, 194 (2013), 381513. |
| 2020 | Camillo De Lellis                                             | Für seine innovative Sicht auf die Konstruktion stetiger dissipativer Lösungen der Euler-Gleichungen, die letztendlich zu Isetts vollständiger Lösung der Onsager-Vermutung führte, und für seine spektakuläre Arbeit in der Regularitätstheorie minimaler Oberflächen, in der er Almgrens Programm vervollständigte und verbesserte.                                                |
| 2020 | Lawrence Guth                                                 | Für seine tiefgreifende und einflussreiche Entwicklung algebraischer und topologischer Methoden zur Partitionierung des euklidischen Raums und zur Organisation von Daten auf mehreren Ebenen sowie für seine leistungsstarken Anwendungen dieser Werkzeuge in der Harmonischen Analysis, Inzidenzgeometrie, analytischen Zahlentheorie und bei partiellen Differentialgleichungen.  |
| 2020 | Laure Saint-Raymond                                           | Für ihre transformativen Beiträge zur kinetischen Theorie, zur Fluiddynamik und zu Hilberts sechstem Problem, „die Grenzprozesse mathematisch zu entwickeln ... die von der atomistischen Sicht zu den Bewegungsgesetzen der Kontinua führen“. |
| 2023 | Frank Merle, Pierre Raphaël, Igor Rodnianski, Jérémie Szeftel | Für ihre bahnbrechende Arbeit, die die Existenz von Explosionslösungen für die defokussierende NLS-Gleichung (nicht lineare Schrödinger-Gleichung) in einigen überkritischen Regimen und für die komprimierbaren Euler- und Navier-Stokes-Gleichungen nachgewiesen hat. |